# SHV Holdings
Die SHV Holdings N.V. ist ein familienkontrollierter niederländischer Mischkonzern mit Zentrale in Utrecht; Rechtssitz ist Kralendijk auf der Insel Bonaire. Das Unternehmen wird von der Familie Fentener van Vlissingen gehalten.

## Beteiligungen
SHV Holdings besteht aus den Unternehmen SHV Energy (LPG-Vertrieb, „Primagas“), Eriks (Maschinenbauelemente-Handel), Makro (Großhandel), Mammoet (Spezialtransporte), Nutreco (Tiernahrung), Dyas (Öl und Gas), Kiwa (Inspektions-, Prüfungs- und Zertifizierungsdienstleistungen), sowie NPM Capital (Private Equity).

### Beteiligungen von NPM
Beteiligungen von NPM Capital sind unter anderem:
- Continental Bakeries inkl. Tochterfirma Grabower Süsswaren
- Hendrix Genetics, Tiergenetikunternehmen
- Kramp Group
- HAK, Lebensmittelhersteller

## Geschichte
SHV wurde 1896 als Steenkolen Handels-Vereeniging durch den Zusammenschluss von acht niederländischen Kohlenhändlern gegründet. In den folgenden Jahren erweiterte das Unternehmen seine Tätigkeit auf den Endkundenhandel und die Rheinschifffahrt. Nach dem Zweiten Weltkrieg expandierte das Unternehmen in den Transport und Vertrieb von Mineralöl und -produkten. Im Jahr 1968 wurde gemeinsam mit Metro der erste Abholgroßmarkt eröffnet.